# 16847 Sanpoloamosciano
16847 Sanpoloamosciano è un asteroide della fascia principale. Scoperto nel 1997, presenta un'orbita caratterizzata da un semiasse maggiore pari a 2,5915310 UA e da un'eccentricità di 0,1825555, inclinata di 14,94131° rispetto all'eclittica.
L'asteroide è dedicato alla località di San Polo a Mosciano, frazione del comune italiano di Scandicci.